# Rezerwat przyrody Gibiel
Rezerwat przyrody Gibiel – rezerwat przyrody w województwie małopolskim (powiat wielicki, gmina Kłaj); największy na obszarze Puszczy Niepołomickiej (28,51 ha).
Ochroną objęto fragment pierwotnego lasu: grądów, w tym z dużym udziałem wiązu, i łęgów. Występuje kruszyna pospolita podlegająca częściowej ochronie gatunkowej. Rezerwat jest ostoją fauny: zwierzyny płowej, dzików i ptaków wróblowatych, miejscem lęgowym puszczyka uralskiego, bociana czarnego i orlika krzykliwego.
Wraz z sąsiednimi rezerwatami przyrody: Dębina, Lipówka, Długosz Królewski, Wiślisko Kobyle wszedł do programu Natura 2000 jako element Obszaru Specjalnej Ochrony Ptaków Puszcza Niepołomicka PLB120002.